# Bouche humaine
Pour l'article plus général sur la bouche des animaux, voir Bouche.

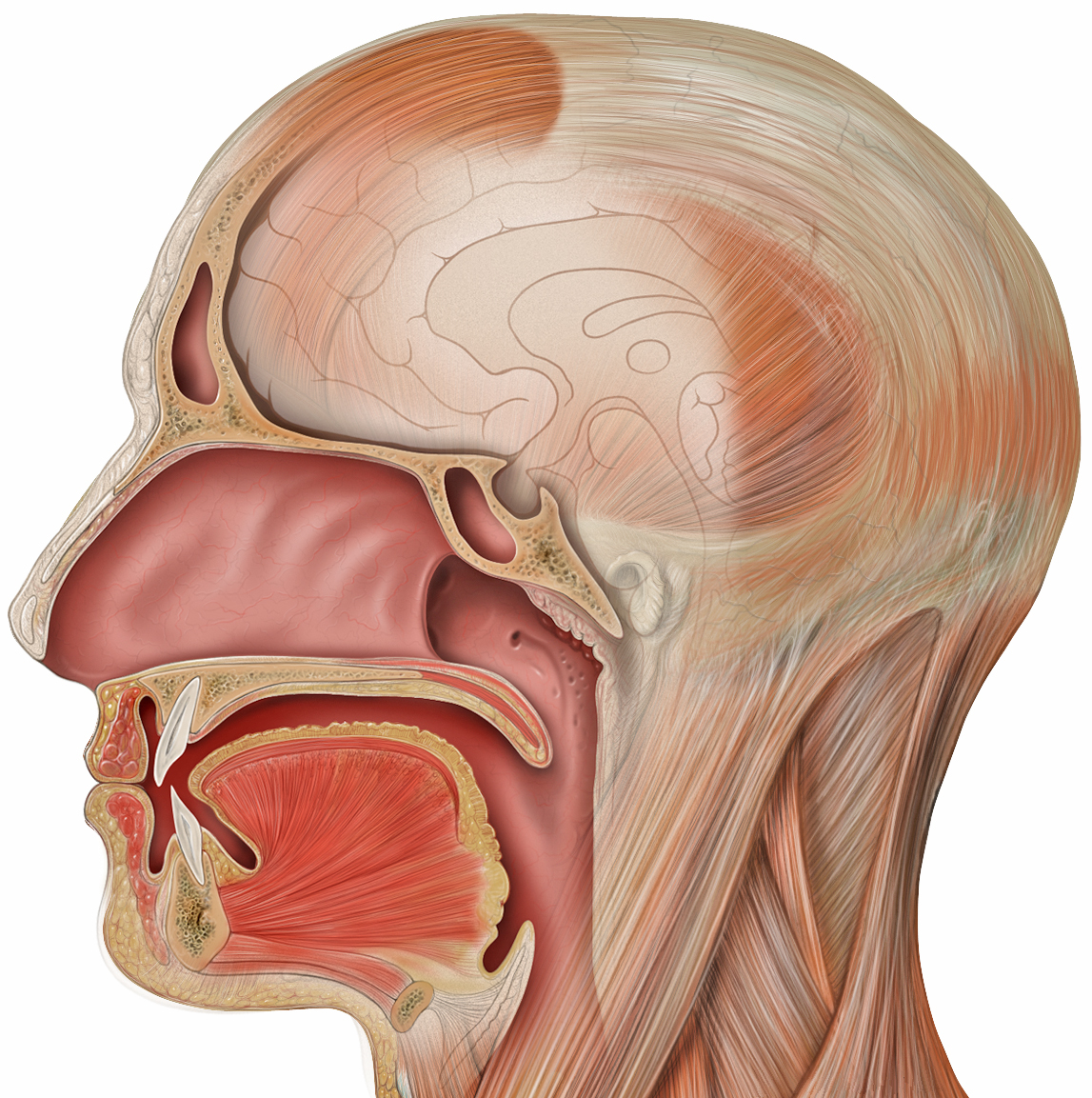
Cavité buccale.

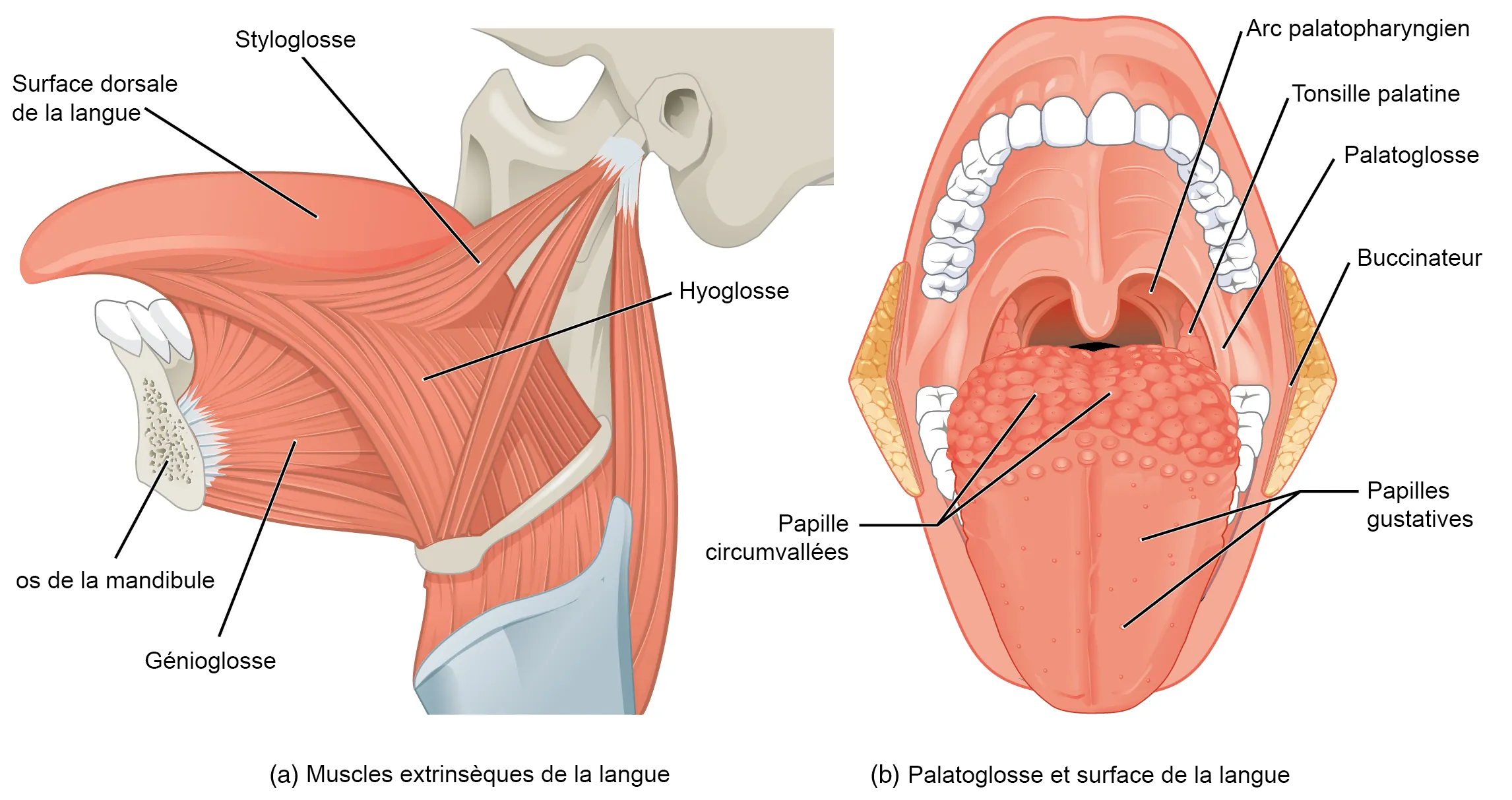
Profil des muscles de la bouche

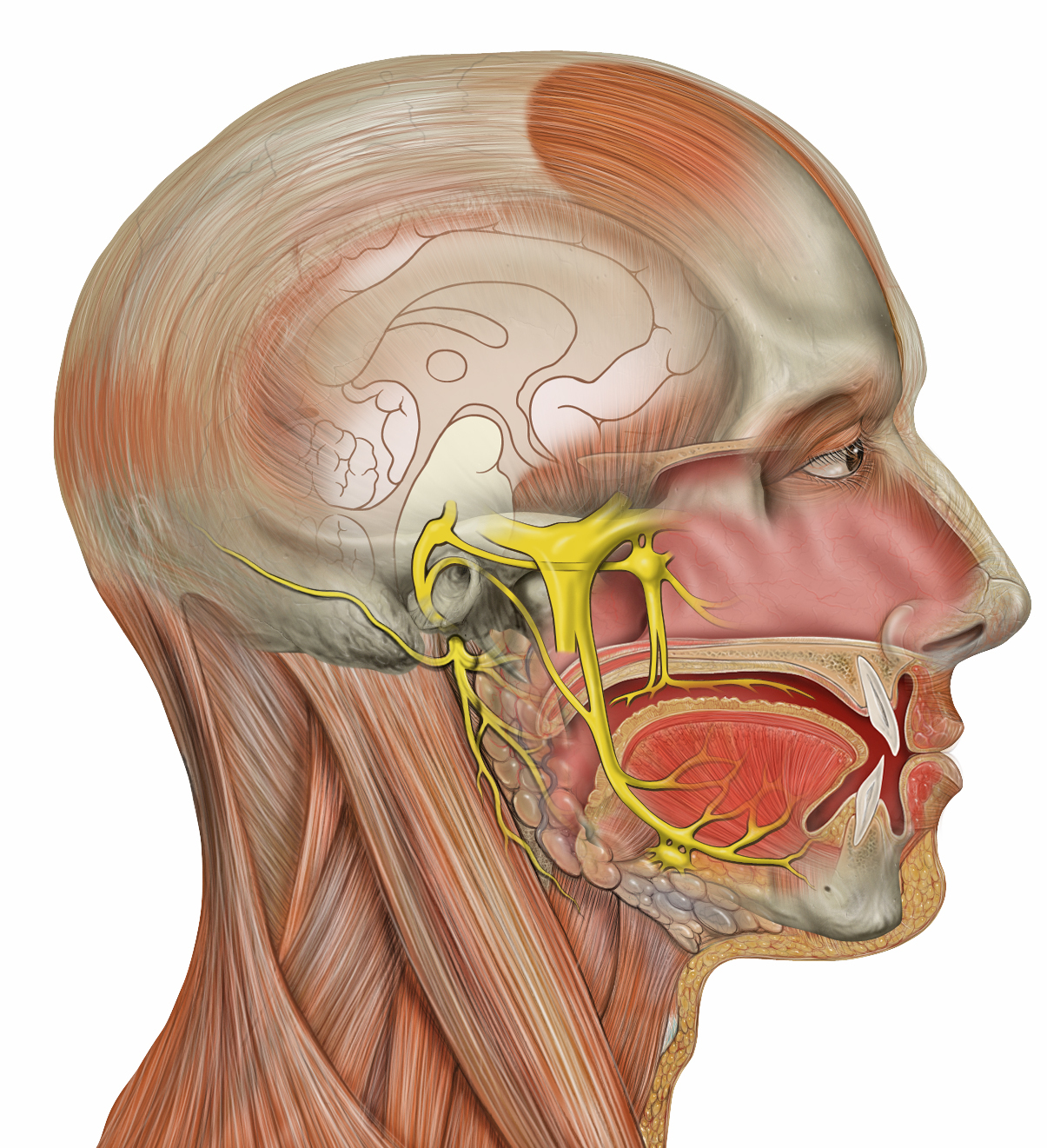
Innervation de la cavité buccale

La bouche ou cavité buccale humaine représente le premier segment du tube digestif. Elle est divisée en deux parties : le vestibule et la cavité buccale proprement dite qui sont séparés par l’arcade dentaire :
- le vestibule, compris entre les dents  et la face interne des joues et des lèvres ;
- la cavité buccale proprement dite, délimitée en avant et sur les côtés par les dents, et en arrière par l’isthme du gosier (qui sépare la cavité buccale de l’oropharynx).

## Limites de la cavité buccale
- en haut : palais osseux et membraneux (le voile du palais et son appendice : la luette) ;
- en bas : langue et plancher buccal ;
- latéralement : joues ;
- en avant : lèvres supérieure et inférieure. Elles jouent un rôle important dans la parole, l'expression faciale, l'action d'embrasser, de boire, etc.
- en arrière : isthme du gosier et amygdales (ou tonsilles).

## Les dents
Les arcades dentaires maxillaire et mandibulaire sont composées de 20 dents déciduales pendant l'enfance, puis de 32 à l'âge adulte :
- denture lactéale, par arcade : 4 incisives (centrales et latérales), 2 canines et 4 molaires ;
- denture définitive, par arcade : 4 incisives, 2 canines, 4 prémolaires et 6 molaires (dont les troisièmes molaires dites « dents de sagesse »).

## La langue
La langue, organe musculaire, est responsable du goût par l'intermédiaire des papilles gustatives, mais aussi de la phonation et de la bonne mastication du bol alimentaire.
C'est dans la cavité buccale qu'aboutissent les canaux excréteurs des glandes salivaires principales (parotides, sous-maxillaires, et sublinguales) et accessoires.

## Fonctions
- alimentation : mastication, sécrétion de salive, entré des aliments dans l'organisme (les bébés naissent avec un réflexe de succion qui disparaît progressivement lorsque l'enfant grandit) ;
- communication : phonation (le sigmatisme nasal est dû à un positionnement de la langue qui rend impossible le passage de l'air par la cavité buccale), communication non verbale : mimique, baisers.

### Microbiote buccal
Le microbiote oral est principalement constitué de bactéries. Plus de 800 espèces colonisent la muqueuse buccale, 1 300 se partagent la crevasse abritée qui sépare la gencive de la dent, et près de 1 000 constituent le biofilm plus exposé au flux salivaire qu'est la plaque dentaire. La salive est un milieu riche de centaines d'espèces de bactéries, dont la concentration va de 10  à   1 000 millions de germes par millilitre, ce qui explique que lors du baiser amoureux, pas moins de 80 millions de bactéries sont échangés en une dizaine de secondes par le mélange des salives.

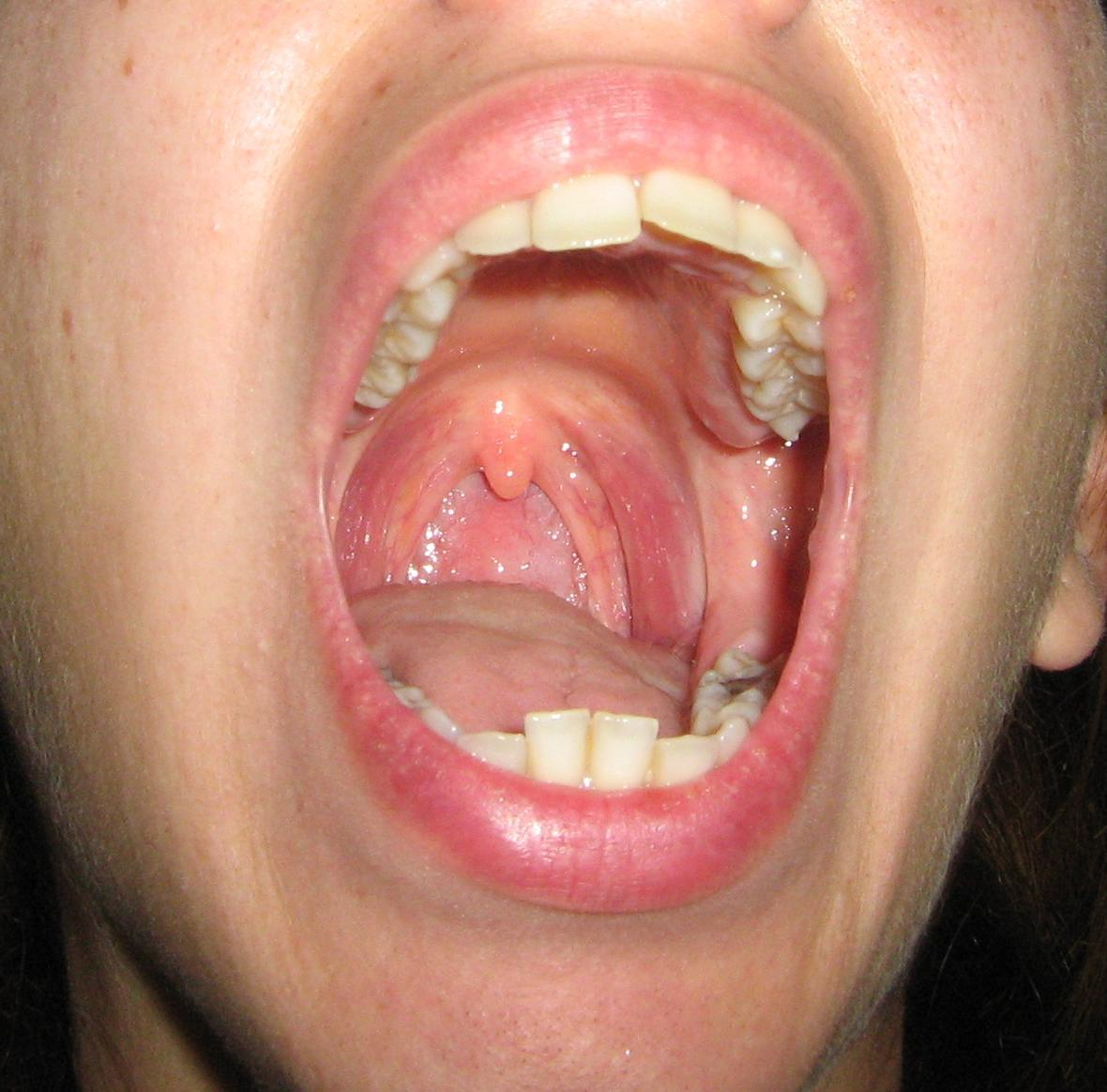
La bouche ouverte d'une fille. On voit toute la cavité buccale, ainsi que la luette et une amygdale (blanc).

### La bouche dans la culture

#### Surnoms
Comme élément essentiel du visage, la bouche est à l'origine de nombreux surnoms : par exemple en Breton Beg Sukr, c'est-à-dire « Bec sucré » ou « Bouche à sucre » ; Beg bleud ou Bouche Farine, surnom de boulanger, etc.

### Médecine
Les maladies de la bouche sont étudiées par la stomatologie, spécialité médicale s'intéressant aux pathologies de la cavité buccale (pathologie infectieuse (mycoses), tumorale (carcinomes épidermoïdes), traumatologique (ulcérations de la cavité buccale). Elle est fréquemment couplée avec la chirurgie maxillo-faciale et la chirurgie dentaire. 
La bouche et le plancher buccal peuvent être le siège de tumeur malignes, ou cancers, en particulier de carcinome épidermoïde.

### Divers
Le sillon qui relie la lèvre supérieure au nez s'appelle philtrum délimité par des crêtes philtrales latéralement et le tubercule labial, en bas, a sa jonction avec la lèvre supérieure.